# Puschkino (Kaliningrad, Nesterow)
Puschkino (russisch Пушкино, deutsch Göritten) ist eine Siedlung im Osten der russischen Oblast Kaliningrad. Sie gehört zur kommunalen Selbstverwaltungseinheit Stadtkreis Nesterow im Rajon Nesterow.

## Geographische Lage
Puschkino liegt acht Kilometer südöstlich von Nesterow (Stallupönen/Ebenrode) an der Regionalstraße 27A-059, welche die Rajonstadt mit Newskoje (Pillupönen/Schloßbach) verbindet und weiter durch die Rominter Heide führt bis an die russisch-polnische Grenze beim polnischen Żytkiejmy (Szittkehmen/Wehrkirchen), wo aber kein Übergang besteht.
Bis in die 1970er Jahre war Puschkino Bahnstation an der Bahnstrecke Gołdap–Nesterow, die nach 1945 nur noch im russischen Abschnitt betrieben wurde und dann eingestellt wurde.

## Geschichte
Das frühere Göritten lag bis in das 16. Jahrhundert hinein in einem noch nicht besiedelten Gebiet. Erst unter Herzog Albrecht von Preußen (1525–1568) siedelten die ersten Bewohner an. Nach einer Pestkatastrophe um 1710 siedelten sich dann Nassauer aus der Pfalz und Württemberg an, denen der Preußenkönig Friedrich Wilhelm I. (1713–1740) hier eine Kirche errichtete.
Im Jahre 1910 zählte das Gutsdorf Göritten 312 Einwohner, während in der Landgemeinde Göritten lediglich 55 Menschen registriert waren. Beide Ortsteile wurden am 30. September 1928 zur neuen Landgemeinde Göritten zusammengeschlossen. Am 1. April 1937 wurde der Ort Jogeln (heute nicht existent) nach Göritten eingemeindet. Das Dorf gehörte bis 1945 zum Landkreis Stallupönen (1938 umbenannt in Landkreis Ebenrode) im Regierungsbezirk Gumbinnen der preußischen Provinz Ostpreußen.
Infolge des Zweiten Weltkrieges kam Göritten 1945 zur Sowjetunion. Im Jahr 1947 erhielt der Ort die russische Bezeichnung Puschkino und wurde gleichzeitig dem Dorfsowjet Pokryschkinski selski Sowet zugeordnet. Vor 1975 wurde Puschkino selber Verwaltungssitz dieses Dorfsowjets. Von 2008 bis 2018 gehörte der Ort zur Landgemeinde Prigorodnoje selskoje posselenije und seither zum Stadtkreis Nesterow.

### Einwohnerentwicklung
| Jahr | Einwohner | Bemerkungen                                 |
| ---- | --------- | ------------------------------------------- |
| 1910 | 367       | Im Gutsbezirk: 312, in der Landgemeinde: 55 |
| 1933 | 346       |                                             |
| 1939 | 467       | Einschließlich Jogeln                       |
| 2002 | 549       |                                             |
| 2010 | 476       |                                             |

### Amtsbezirk Göritten 1874–1945
Zwischen 1874 und 1945 war Göritten namensgebender Ort und Sitz des Amtsbezirks Göritten. Er wurde am 24. Juni 1874 aus sieben Landgemeinden und einem Gutsbezirk gebildet:
| Name bis 1938    | Name 1938–1946       | Russischer Name | Bemerkungen                                                                               |
| ---------------- | -------------------- | --------------- | ----------------------------------------------------------------------------------------- |
| Landgemeinden:   |                      |                 |                                                                                           |
| Alexkehmen       | Alexbrück            | Retschki        |                                                                                           |
| Dopönen          | Grünweide            | Pokryschkino    |                                                                                           |
| Dozuhnen         | Muldau               | --              | ab 1939 nach Bruchhöfen (bis 1938 Groß Uszballen, russisch: Woskressenskoje) eingemeindet |
| Jogeln           | --                   | --              | 1937 nach Göritten eingemeindet                                                           |
| Kallweitschen    | Haldenau             | --              |                                                                                           |
| Rudszen/Rudschen | Talfriede            | --              |                                                                                           |
| Williothen       | --                   | --              | 1938 nach Kallweitschen eingemeindet                                                      |
| Gutsbezirk:      |                      |                 |                                                                                           |
| Göritten Domäne  | Göritten (seit 1928) | Puschkino       |                                                                                           |

Am 1. Januar 1945 umfasste der Amtsbezirk Göritten noch die fünf Gemeinden Alexbrück, Göritten (Puschkino), Grünweide (Pokryschkino), Haldenau und Talfriede, von denen nur noch zwei Orte existieren.

## Kirche

### Kirchengebäude
Unter dem Soldatenkönig Friedrich Wilhelm von Preußen wurde 1725 in Göritten eine Kirche gebaut. Im Ersten Weltkrieg wurde sie zerstört, aber nach dem Wiederaufbau am 25. Juni 1925 erneut eingeweiht. Im Zweiten Weltkrieg wurde sie beschädigt, aber nicht zerstört.
Zu Sowjetzeiten wurde der Westturm abgerissen, das Kirchenschiff diente mit zugemauerten Fenstern und Türen als Lagerraum. Heute stehen von der Kirche nur noch Außenmauern, und der daneben liegende alte Friedhof ist eine Grünfläche.

### Kirchengemeinde
Göritten mit seiner überwiegend evangelischen Bevölkerung bildete seit 1728 ein eigenes Kirchspiel und hatte vorher zur Kirchengemeinde Pillupönen (1938–1946 Schloßbach) gehört. Konfessionell war es reformiert geprägt und kam erst 1819 zur Kirchenunion.
Bis 1945 gehörte Göritten zum Kirchenkreis Stallupönen (1938–1946 Ebenrode) in der Kirchenprovinz Ostpreußen der Kirche der Altpreußischen Union.
Während der Sowjetzeit kam das kirchliche Leben zum Erliegen. In den 1990er Jahren bildeten sich in den Nachbarorten Iljuschino (Milluhnen, 1938 bis 1946 Mühlengarten) und Newskoje neue evangelische Gemeinden, die sich der Propstei Kaliningrad (Königsberg) in der Evangelisch-Lutherischen Kirche Europäisches Russland (ELKER) angeschlossen haben. Die zuständigen Pfarrer sind die der Salzburger Kirche in Gussew (Gumbinnen).

### Pfarrer bis 1945
In Göritten amtierten als evangelische Pfarrer:
- Johann Ernst Lüls, 1798–1832
- Karl Eduard Torno, 1833–1843
- Johann Karl Rauschke, 1843–1864
- Karl Wilhelm Salomon, 1865–1873
- Christoph G.E. Pohl, 1873–1877
- Traugott Ed. Phil. Kalinowski, 1877–1883
- Eduard Karl Roloff, 1884–1885
- Franz Moritz Ziehe, 1885–1896
- Leopold Karl P. Friedrich, 1896–1899
- Albert Friedrich Otto Rudzewski, 1899–1901
- Karl Hermann Samland, 1901–1921
- Franz Moderegger, 1921–1945

## Söhne und Töchter des Ortes
- Hermann Kreth (1860–1932), Verwaltungs- und Wirtschaftsjurist, MdR